# Chic Mystique
Singles de Chic
Megachic
(1990) Your Love
(1992)
Chic Mystique est une chanson du groupe américain Chic parue sur leur huitième album studio Chic-ism. Elle est sortie le 30 janvier 1992 sous le label Warner Bros. Records en tant que premier single de l'album. La chanson est écrite par Bernard Edwards, Nile Rodgers et Princessa (en), ces deux premiers sont également les producteurs du titre.

## Liste des titres
Toutes les chansons sont écrites et composées par Bernard Edwards, Nile Rodgers et Princessa.
| A. | Chic Mystique (Single Without Rap)          | 4:04 |
| B. | Chic Mystique (Lovely Radio Edit W/Out Rap) | 4:42 |

## Accueil commercial
Aux États-Unis, le single devient un succès dans les discothèques et atteint la 1re place du Hot Dance Club Play, mais ne se classe pas dans le Billboard Hot 100. En Europe, Chic Mystique réussit à se classer notamment dans le top 25 de nombreux pays,, y compris en France où la chanson atteint la 25e place du Top 50 lors de sa septième semaine dans le hit-parade.

## Crédits
| Musiciens - Sylver Logan Sharp (en) : voix principale - Jenn Thomas : voix principale - Princessa : voix principale, rap - Robin Clark : chœurs - Fonzi Thornton : chœurs - Nile Rodgers : guitare - Bernard Edwards : guitare basse - James Preston : claviers - Deji Coker : saxophone | Production - Doug DeAngelis : ingénieur du son, mixage audio - Roger S. : mixage, remix - Bernard Edwards : producteur - Nile Rodgers : producteur |

## Classements hebdomadaires
| Classement (1992)                      | Meilleure position |
| -------------------------------------- | ------------------ |
| Allemagne (GfK Entertainment)          | 25                 |
| Autriche (Ö3 Austria Top 40)           | 20                 |
| Belgique (Flandre Ultratop 50 Singles) | 33                 |
| États-Unis (Dance Club Songs)          | 1                  |
| États-Unis (R&B/Hip-Hop Songs)         | 48                 |
| Finlande (Suomen virallinen lista)     | 10                 |
| France (SNEP)                          | 25                 |
| Pays-Bas (Nederlandse Top 40)          | 21                 |
| Pays-Bas (Single Top 100)              | 19                 |
| Royaume-Uni (UK Singles Chart)         | 48                 |
| Suisse (Schweizer Hitparade)           | 22                 |

## Historique de sortie
| Pays                 | Date            | Format   | Label        | Réf.  |
| -------------------- | --------------- | -------- | ------------ | ----- |
| Allemagne États-Unis | 30 janvier 1992 | 45 tours | Warner Bros. | [ 3 ] |